# Kap Arkona Fyr
Kap Arkona Fyr (tysk: Leuchtturm Kap Arkona) er den gængse betegnelse for to fyrtårne og et pejletårn ved Østersøen i Mecklenburg-Vorpommern, ved Kap Arkona på halvøen Wittow på den nordligste spids af øen Rügen. Det ældste fyrtårn kaldet Schinkelturm blev opført 1826–27 og det nye fyrtårn blev opført 1901–02. Sidstnævnte fyrtårn er stadig i aktiv tjeneste. Pejletårnet blev opført i 1927 og fungerede som radiofyr frem til 1945.
Alle tre tårne blev i begyndelsen af 1990erne renoveret og er åbne for besøgende. Det ældste fyrtårn huser i dag et museum med en udstilling omhandlende lysfyr og søredning. Pejletårnet rummer et kunstmuseum og atelier. Alle tre tårne har har en udsigtsplatform, hvorfra man har overblik over Rügen og i særdeleshed halvøen Wittow. I klart vejr er det muligt at se Møns Klint i horisonten.